# CD autònom

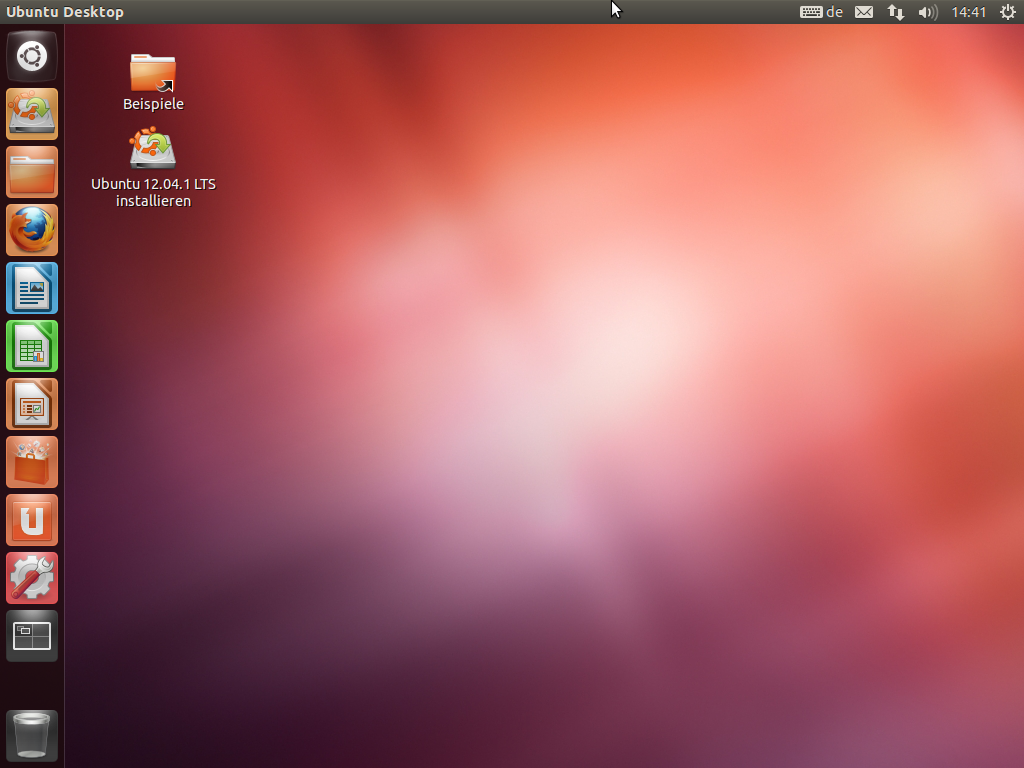
Escriptori del Ubuntu Live

Un CD autònom (en anglès, Live CD) és un sistema operatiu (normalment acompanyat d'un conjunt d'aplicacions) emmagatzemat en un medi extraïble, tradicionalment un CD (d'aquí el seu nom), que pot executar-se des d'aquest sense necessitat d'instal·lar-lo en el disc dur de l'ordinador, per a la qual cosa usa la memòria RAM com a disc dur virtual. Alguns CD autònoms inclouen una ferramenta que permet instal·lar-los en el disc dur. Una altra característica és que generalment no s'efectuen canvis en l'ordinador utilitzat, encara que alguns poden emmagatzemar preferències si així es desitja.
Per a usar un CD autònom és necessari obtindre'n un (molts d'ells distribueixen lliurement una imatge ISO que pot baixar-se d'Internet i gravar-se en disc o en medi extraïble USB) i configurar l'ordinador perquè arranqui des de la unitat lectora, reiniciant després l'ordinador amb el disc dins, amb la qual cosa el CD autònom s'iniciarà automàticament.

## Característiques
La majoria usa un sistema operatiu basat en el nucli Linux, però també s'usen altres sistemes com FreeBSD o inclús Microsoft Windows (això no obstant, distribuir un CD autònom d'este últim és il·legal). El primer CD-ROM que es va obtindre d'esta manera va ser el DemoLinux presentat l'any 2000.
L'auge d'esta modalitat de Linux es va iniciar al voltant de l'any 2003 amb la distribució alemanya de Knoppix, basada, al mateix temps, en la distribució de programari Debian. Una de les millores d'este mètode va ser la compressió cloop, açò va permetre sobrepassar els 650-700 MB del CD i aconseguir introduir fins a 2 GB. L'associació espanyola de Hispalinux ha popularitzat un sistema propi, denominat Metadistros fonamental en les distribucions Linex i Guadalinex.
Un dels majors inconvenients d'este sistema és el requeriment d'una gran quantitat de memòria RAM, una part per al seu ús habitual i una altra per a funcionar com el disc virtual del sistema. En l'arrancada, se li poden donar distints paràmetres per a adaptar el sistema al computador, com la resolució de pantalla o per a activar o desactivar la busca automàtica de determinat maquinari.

## Característiques de lesdistribucions Linuxamb CD autònom
- Són distribucions fàcils de trobar, ja que algunes revistes informàtiques es decidixen per este tipus de distribucions per a arribar a l'usuari de Windows.
- No hi ha instal·lació, per la qual cosa no cal tocar el disc dur, ni seguir procediments complicats. A més, les dades, particions o sistemes operatius del disc dur no es perden.
- Solen tindre un reconeixement de maquinari avançat, fruit també de les últimes versions del kernel que solen posseir.

En definitiva, les distribucions autònomes intenten fer arribar Linux a l'usuari de Windows que no coneix res més.

## Llista de CD autònoms

### Basats enLinux
- Adrenalinux
- Arabbix
- BeatrIX Linux
- Càtix http://www.catix.cat/ - En català, basat en Knoppix
- Damn Small Linux
- Elive
- Flonix
- Gentoo
- GoblinX
- Gnix
- Gnoppix
- GnuLinEx - Junta d'Andalusia
- Guadalinex
- Kaella
- Kanotix
- Knoppix
- Linspire Live
- Linuxinf
- LliureX - Conselleria de Cultura, Educació i Esport de la Generalitat Valenciana
- LNX-BBC
- MandrakeMove
- MAX - Consejería de Educación de la Comunidad de Madrid.
- Mepis
- Molinux - Junta de Comunidades de Castella-la Manxa.
- Morphix
- NimbleX
- PCLinuxOS
- ROCK Linux
- Slax
- Suse Live
- SystemRescueCd - http://www.sysresccd.org/ Administració i recuperació de sistemes
- Trisquel
- TumiX
- Tuquito
- Ubuntu
- Ututo

### Basats enBSD
- DragonFly BSD
- FreeSBIE
- NeWBIE
- Frenzy mini-CD
- RedBSD - BSD & Ruby kernels
- Anonym.OS - Basats en OpenBSD